# Andrzej Ćwierz
Andrzej Bogusław Ćwierz (Przeworsk; 20 de Agosto de 1947 —) é um político da Polónia. Ele foi eleito para a Sejm em 25 de Setembro de 2005 com 6161 votos em 22 no distrito de Krosno, candidato pelas listas do partido Prawo i Sprawiedliwość.